# Oscinella fallax
Oscinella fallax är en tvåvingeart som beskrevs av Oswald Duda 1934. Oscinella fallax ingår i släktet Oscinella och familjen fritflugor.
Artens utbredningsområde är Taiwan. Inga underarter finns listade i Catalogue of Life.